# Abbans-Dessous
Abbans-Dessous je francouzská obec, která se nachází v departementu Doubs, v regionu Burgundsko-Franche-Comté. Na jejím okraji stojí převorství Lieu-Dieu z 11. století, chráněné jako Monument historique. V jeho kostele je od 14. století hrob rytíře Jeana d'Abbanse.

## Obyvatelstvo
V roce 2012 žilo v obci 239 obyvatel. Obec má rozlohu 3,2 km², hustota zalidnění je tak asi 74 obyv./km².

Vývoj počtu obyvatel